# Агасьянц, Владислав Андроникович
Владисла́в Андро́никович Агасья́нц (22 июня 1939 — 27 ноября 2010) — советский и украинский детский тренер по волейболу.

## Биография
Владислав Андроникович Агасьянц родился 22 июня 1939 года в Новгородской области в селе Окуловка.
Начал учёбу в Ташкенте, после окончания учебы в школе учился в педагогическом институте в Харькове. Был отличником народного образования. Во время учёбы в Харькове играл в составе волейбольного клуба «Буревестник». Играл на позиции связующего. При своем невысоком росте в 173 см он обладал феноменальной техникой. Среди его партнеров по клубу был и известный волейболист Юрий Поярков. Но игровая карьера у Владислава Агасьянца не задалась, и уже в институте он начал работать тренером студенческой команды.
В 1964 году ему поступило предложение работать в Полтаве, в местной ДЮСШ № 2 старшим юношеским волейбольным тренером. На момент его прибытия в школу она не входила и в 20 сильнейших на Украине, а напротив, была одной из последних. И Владислав Агасьянц поставил цель за три года выиграть юношеский чемпионат Украины. Так и случилось, что через три года полтавские юноши взяли первые медали и стали чемпионами впервые за много лет.
Уже с начала 1970-х воспитанники В. А. Агасьянца выигрывали в составе сборной СССР золотые медали юношеских чемпионатов Европы. Воспитанники полтавского тренера в составах разных сборных команд СССР систематически выигрывали медали молодёжных и взрослых чемпионатов мира и Европы, выступали на Олимпийских играх. В составах клубных команд добывали звания чемпионов СССР и европейских кубков. Благодаря тренерскому труду Владислава Агасьянца полтавская ДЮСШ-№ 2 стала школой Олимпийского резерва — СДЮШОР-№ 2. В 1985 году ему вручили звание Заслуженного тренера Украины, и был награжден званием «тренер года».
Всю свою жизнь Владислав Андроникович посвятил развитию полтавского детско-юношеского волейбола. В 1993 году он перешёл работать в волейбольный клуб «Гарт», который работал в полтавской школе № 38. В 2006 году основал детский волейбольный клуб «АВА» (аббревиатура от Агасьянц Владислав Андроникович или Академия волейбола Агасьянца).
Среди наиболее известных воспитанников великого тренера можно отметить волейболиста «Динамо» Краснодар — Максима Пантелеймоненко и игрока волейбольного клуба «Локомотив» Новосибирск — Николая Павлова. Среди тех, кто уже закончил карьеру, стоит отметить легендарных игроков Александра Шадчина, и, пожалуй, одного из лучших игроков прошлого столетия — Андрея Кузнецова, который трагически погиб в следствии автокатастрофы в Италии в ночь с 30 на 31 декабря 1994 года.
24 ноября 2010 года Владиславу Андрониковичу стало плохо перед очередной тренировкой. Через день его госпитализировали в одну из местных больниц, но местные врачи уже были не в силах помочь. 27 ноября 2010 года Владислав Агасьянц скончался от инсульта. Он был похоронен в селе Сосновка под Полтавой.

## Воспитанники
- Александр Косица (первый чемпион Европы)
- Анатолий Щербак
- Владимир Луцик
- Михаил Раздобара
- Сергей Алексеев
- Сергей Абрамов
- Александр Смирнов
- Юрий Долгин
- Игорь Авраменко
- Юрий Грицюта
- Владимир Городный
- Виктор Калиберда
- Дмитрий Авраменко
- Олег Шевченко
- Анатолий Зайцев
- Андрей Кузнецов
- Александр Шадчин
- Онипко Андрей
- Сергей Скрипка
- Александр Ткаченко
- Александр Черкасов
- Борис Станицкий
- Сергей Соснин
- Руслан Рубан
- Виктор Легких
- Юрий Дьяченко
- Максим Кобыляцький
- Сергей Котьман
- Владислав Визовский
- Николай Павлов
- Максим Пантелеймоненко
- Филипп Гармаш
- Анна Кудакова
- Янина Яковлева
- Марта Щербак
- Последними его учениками были: Сергей Громов, Антон Тимчук, Владимир Гуйван.
- работал с Семеном Полтавским и Алексеем Вербовым